# Língua oirata

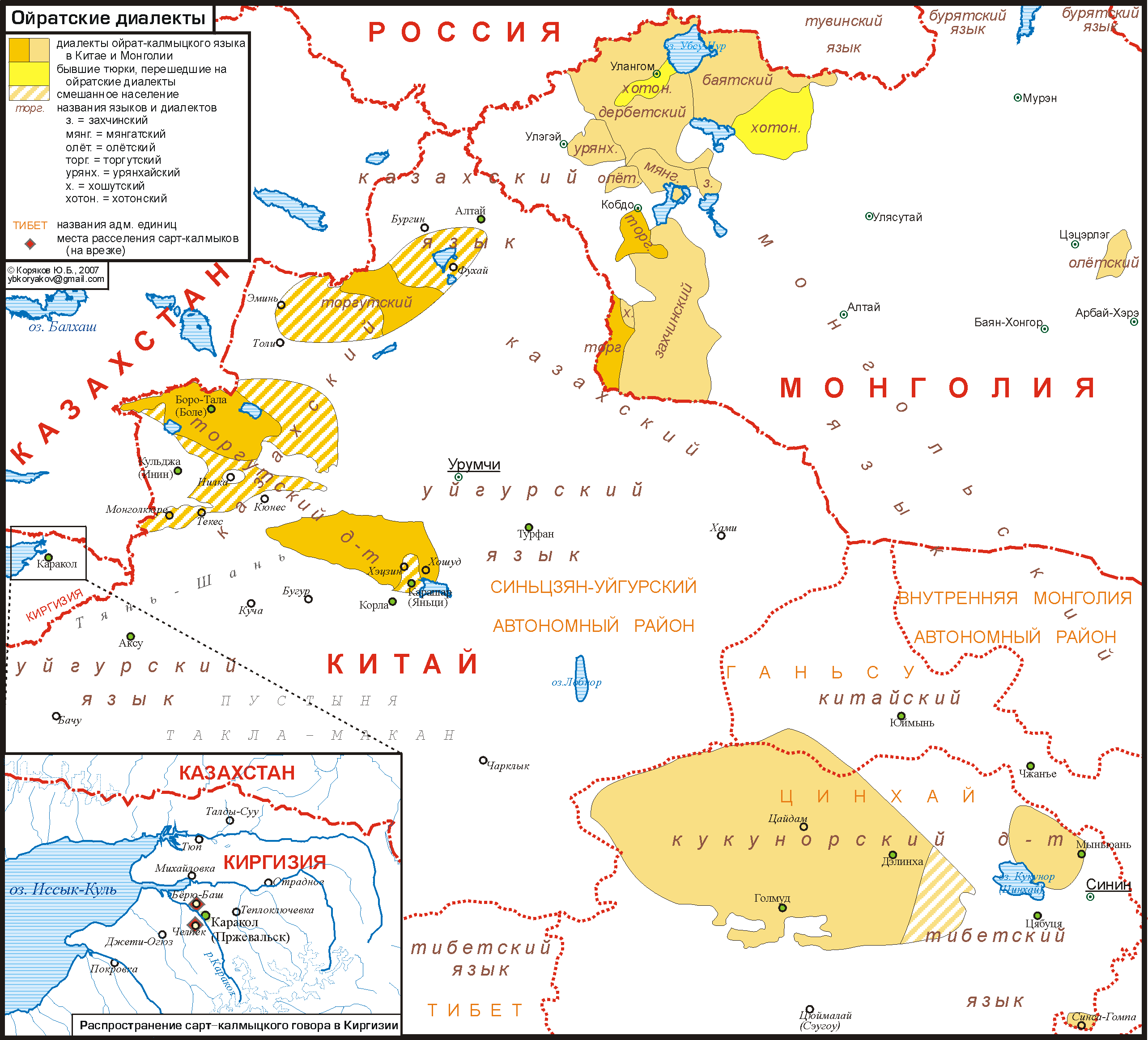
Mapa mostrando a distribuição da língua fora da Calmúquia

A língua oirata (todo bitchig: (ᡆᡕᡅᠷᠠᡑ ᡘᡄᠯᡄᠨ) Oyirad kelen; em língua calmuca: Өөрд, Öörd; Khalkha-Mongol: Ойрад, Oirad) pertence ao grupo das línguas mongólicas. Todavia, especialistas discordam acerca de considerar o oirata como uma língua distinta ou um dialeto principal da língua mongol.

## Distribuição geográfica
As áreas de concentração da língua estão espalhados por todo o extremo oeste do Mongólia, a noroeste da República Popular da China (principalmente em Sinquião), mesmo  Mongol em Chingai, com uma pequena população em Gansu e na Rússia, litoral do Mar Cáspio, onde a sua principal variante é a língua calmuca. Em todos os três países, o oirata esteve diversas vezes em perigo de obsolescência ou extinção como resultado direto das ações do governo ou como consequência de políticas sociais e econômicas. O seu dialeto tribal mais difundido e falado em todos esses países é o torgute. O termo oirata ou, mais precisamente, oirata escrito às vezes é também usado para se referir à linguagem de documentos históricos escritos em todo bitchig.

## Dialetos
Na Mongólia, há sete dialetos oiratas históricos, cada um correspondendo a uma tribo diferente:
- Dörbet (clã Choros) é falado na metade Soma da Províncias Uvs, Dorgon, Khovd;
- Bayat nas montanhas de Malchin, Uvs, Khyargas, Tes, e em Züüngovi;
- Torgut Oira em Bulgan, Soma, Khovd;
- Uriankhai nas montanhas de Duut e Mönkhkhairkhan,Khovde nos montanhas do Altai, Bayan-Ölgii, Buyant, Bayan-Ölgiie e Bulgan;
- Oold em Erdenebüren, Khovd;
- Zakhchin nas montanhas de Mankhan, Khovd, também  Altai, Khovd; Üyench;  Zereg, Khovd e a maioria, em Mais, Khovd;
- Khoton (originalmente de origem turca) em Tarialan, Uvs. Os Khoton foram deportados pelo Canato de Zunghar. Vindos das cidades da Ásia Central para a Mongólia Oriental, perderam sua língua turca original e falam um dialeto Dörböd de Oirat[8][9].

Existem algumas variedades que são difíceis de classificar. O dialeto alasha da liga Alxa da Mongólia originalmente pertencia ao oirata e tem sido classificado como tal por alguns por causa de sua fonologia. Outros o classificam como mongol em função de sua morfologia linguística. O dialeto Darkhadda província Khovsgol também  foi por diversas vezes classificado como oirata, como mongol ou, menos frequentemente, como buriato.

## Extinção
A língua oirata é uma língua ameaçada de extinção em todas as áreas onde é falada. Na Rússia, a morte de uma grande fração da população calmuque, a destruição de sua sociedade como consequências das deportações de 1943, junto com a imposição posterior dentre eles da língua russa como a única língua oficial tornaram a linguagem obsoleta. É falada quase que exclusivamente por idosos que têm uma fluência no idioma calmuque. Na China, enquanto o oirata ainda é bastante utilizado em suas gamas tradicionais e há muitos monolingues oiratas, mas uma combinação de políticas governamentais e realidades sociais criou um ambiente deletério para o uso dessa língua: 
- adoção pelas autoridades chinesas da Mongólia do Sul da língua mongol como idioma padrão;[14]
- novas políticas educacionais que levaram à eliminação virtual das escolas da Mongólia em Xinjiang (havia apenas duas, não havendo mais nenhuma desde 2009);
- políticas destinadas a reduzir o nomadismo e as perspectivas profissionais limitadas na China para graduados de escolas mongóis.[15]

Na Mongólia, a predominância do idioma Khalkha mongol vem causando a “khalkhaização” de todas outras variantes mongóis.

## Escritas

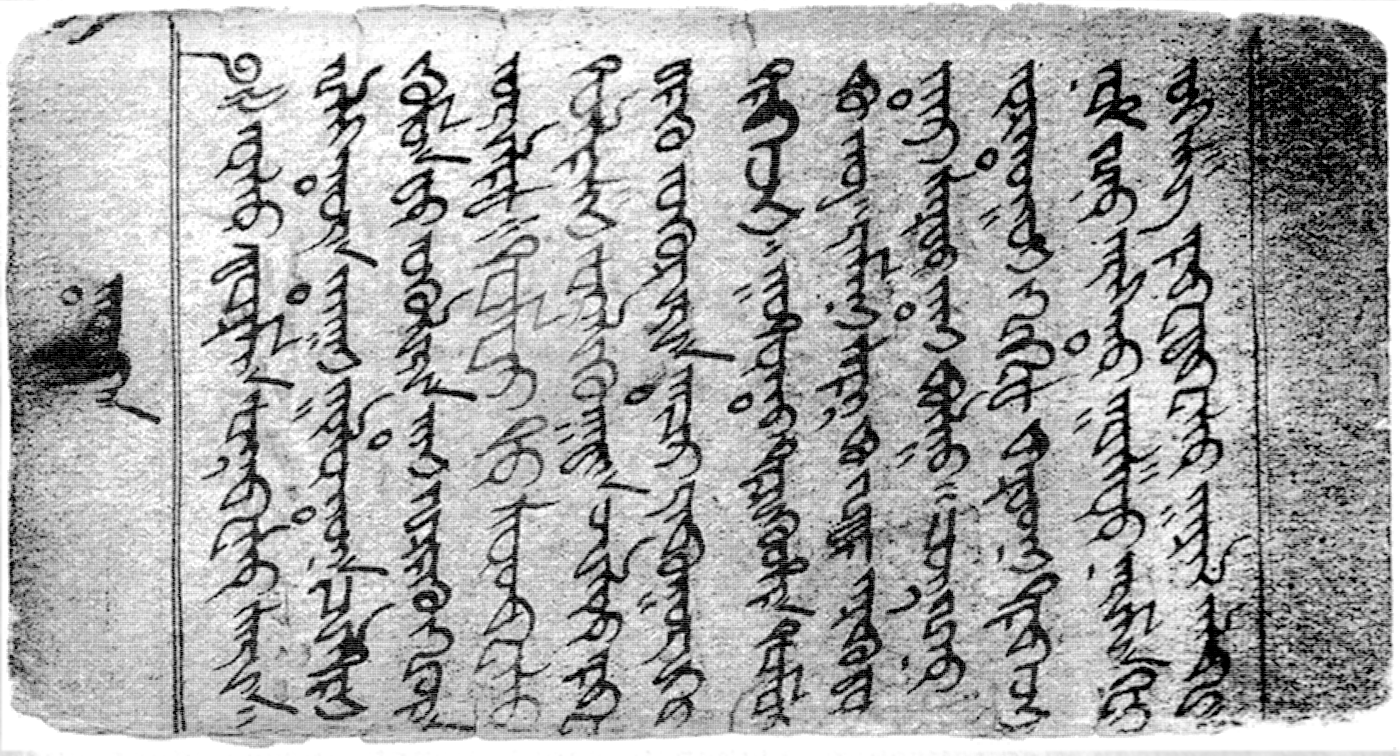
Manuscrito oirata em – escrita "todo bitchig" (todo bichig)

Historicamente, o oirata foi expresso em duas escritas, a todo bitchig e a mongol, da qual a primeira se originou. Eram usadas formas de letras que diferenciavam, por exemplo, diferentes vogais arredondadas e um traço horizontal à direita para indicar a extensão da vogal. Isso foi mantido na China, sendo ainda encontrada em alguns ocasionais artigos de jornais. Na Calmúquia, uma escrita com base no alfabeto cirílico foi implantada. Essa é totalmente fonêmica e não representa as vogais epênticas, sem ter o caráter silábico da escrita cirílica. Na Mongólia, as variantes do centro do país não têm um estatuto oficial. Assim, os oirates supostamente o alfabeto cirílico própria para o mongol, o qual representa tão somente o mongol calca. Na China, o buriato e o oirata não têm estatuto oficial diante da língua mongol meridional e supostamente também se usa a escrita mongol e a gramática dessa variante mongol. Aí, usam-se também o chinês mandarim ou o hanzi como modo de escrita.[carece de fontes?]